# Salvador do Sul
Pour les articles homonymes, voir Salvador (homonymie).
Salvador do Sul est une ville brésilienne de la mésorégion métropolitaine de Porto Alegre, capitale de l'État du Rio Grande do Sul, faisant partie de la microrégion de Montenegro et située à 93 km au nord-ouest de Porto Alegre. Elle se situe à une latitude de 29° 26′ 30″ sud et à une longitude de 51° 30′ 46″ ouest, à 486 m d'altitude. Sa population était estimée à 6 644 en 2007, pour une superficie de 99 km2. L'accès s'y fait par la BR-470.
La première installation de Blancs se fit en 1840. Les premiers colons européens furent des immigrants allemands qui arrivèrent en 1856, mais plus tard vinrent s'y établir des Italiens, des Portugais, Syro-Libanais et des esclaves.
Le premier chemin carrossable - construit par une entreprise belge - fut ouvert en 1881 et la voie de chemin de fer, en 1910, aujourd'hui désaffectée depuis 1976.
L'économie de la municipalité est principalement développée autour du secteur primaire avec 65 % de l'activité, avec l'élevage de poulets et de bovins ; les cultures principales sont celles d'acacia noir et d'eucalyptus ; il y a aussi un pôle piscicole d'importance relative. La commune est le plus gros producteur d'œufs et de dindes de l'État.
Le secteur secondaire concerne 28 % de l'activité, avec des industries plastique, de la chaussure, de meubles, de fibre de verre, de montures métalliques, de fil de fer et d'emballage de papier et de carton.
Le secteur tertiaire est limité à 7 %.

## Villes voisines
- Barão
- São Pedro da Serra
- Tupandi
- São José do Sul
- Maratá
- Poço Das Antas